# إيمي والاس
إيمي والاس (بالإنجليزية: Amy Wallace)‏ (3 يوليو 1955، لوس أنجلوس في الولايات المتحدة - 10 أغسطس 2013، لوس أنجلوس في الولايات المتحدة)؛ كاتِبة وروائية أمريكية.